# Sorbas
Sorbas es una localidad y municipio español situado en la parte suroccidental de la comarca del Levante Almeriense, en la provincia de Almería, comunidad autónoma de Andalucía. Limita con los municipios de Lubrín, Bédar, Turre, Carboneras, Lucainena de las Torres, Uleila del Campo, Benizalón y Cóbdar.
En su entorno se encuentra el Karst en yesos de Sorbas.

## Toponimia

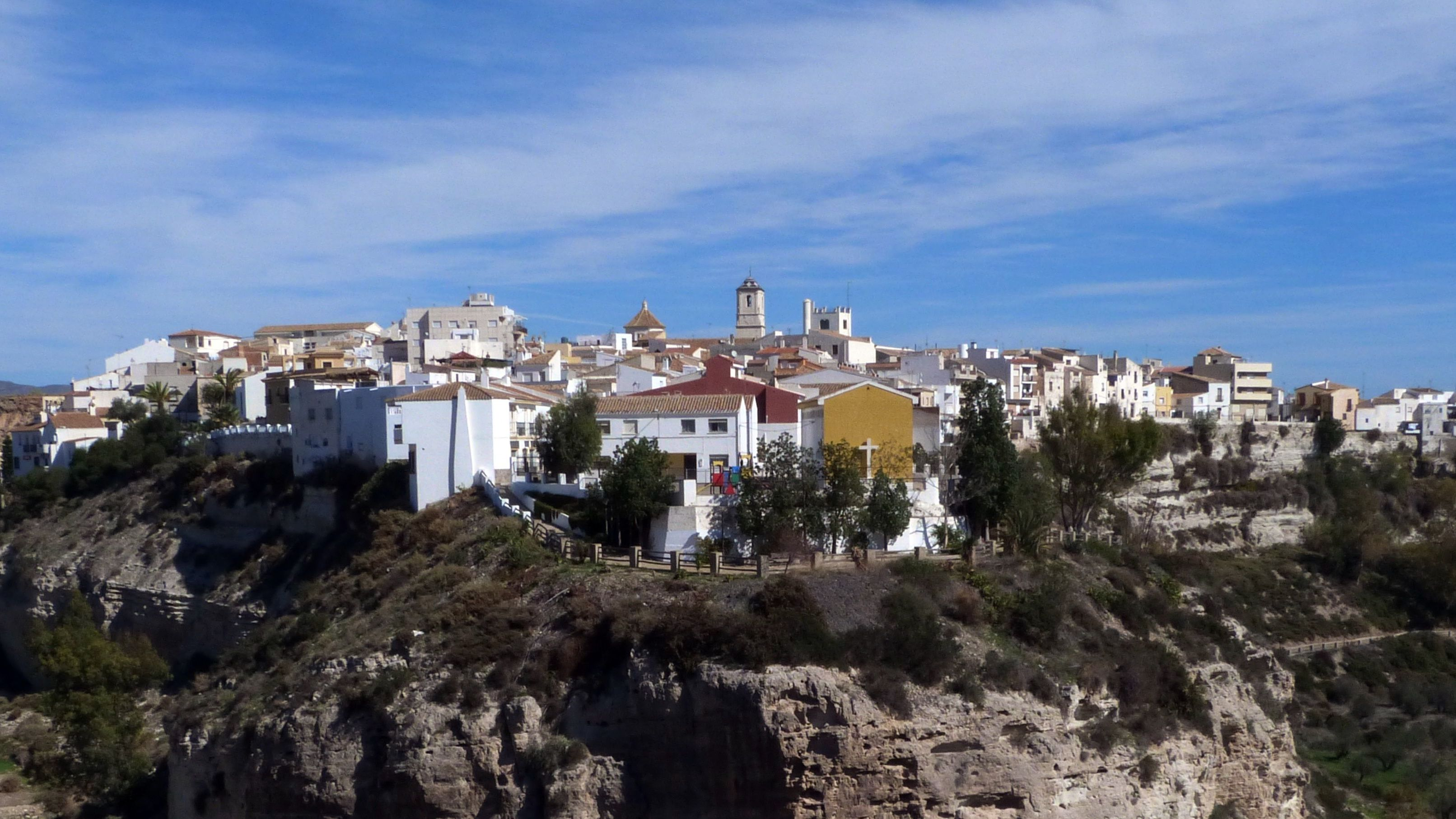
Sorbas. Vistas del barranco conocido como "Afa", en el que se ubican sus casas colgantes.

En las primeras cartografías, aparece el nombre de Surba (siglo XI). Autores como Gómez-Moreno, Simonet o el Marqués de Campotéjar, coinciden en que un texto árabe del siglo XI (Les Mémoires du Roi Ziride Abd Allah) da al término geográfico de Sorbas el significado de "Olla de Arena". Por tanto la palabra Sorbas tendría un origen árabe.
Por otro lado, otros autores creen que Sorbas es la contracción del término romano "Serva" o "Servula", cuyo significado sería el de ciudad sierva.
Además, el pueblo de Sorbas también es conocido como la "Cuenca chica", por sus casas colgantes sobre el barranco del 'Afa', que recuerdan a las casas colgadas de la ciudad castellano-manchega de Cuenca. A los habitantes de Sorbas, llamados sorbeños, también se les conoce cariñosamente como "chorreones", por los caños de aguas residuales, que antiguamente caían al barranco del Afa.

## Geografía física

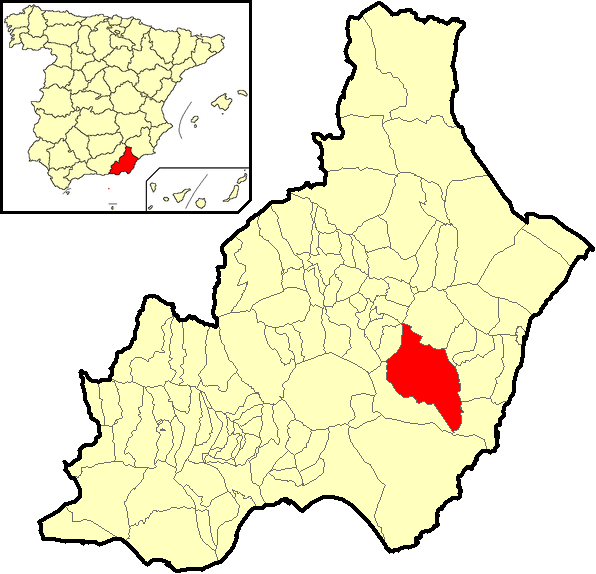
Extensión del municipio en la provincia de Almería

Integrado en la comarca de Levante Almeriense, se sitúa a 65 kilómetros de la capital provincial. 
El relieve del municipio es bastante irregular, aunque a grandes rasgos se trata de una depresión intramontañosa en medio del Sistema Penibético, entre la Sierra de los Filabres al noroeste, la Sierra Alhamilla, al suroeste, y la Sierra de Cabrera, al sureste, teniendo conexión además con el desierto de Tabernas al este y con los valles de Vera y Almanzora al noreste de Sorbas. La rambla de Sorbas y el río de Aguas son los principales cursos fluviales. La altitud oscila entre los 1115 metros al noroeste, en la sierra de los Filabres, y los 134 metros al sureste, a orillas del río Alías. El pueblo se alza a 410 metros sobre el nivel del mar.
| Noroeste: Uleila del Campo, Benizalón, Cóbdar y Lubrín | Norte: Lubrín                | Nordeste: Lubrín y Bédar |
| Oeste: Uleila del Campo y Lucainena de las Torres      |                              | Este: Turre y Carboneras |
| Suroeste: Lucainena de las Torres                      | Sur: Lucainena de las Torres | Sureste: Carboneras      |

### Riesgos naturales
El municipio de Sorbas todavía no cuenta con un PTEL que cumpla con la Ley 5/2010 sobre autonomía local.

## Naturaleza

### Paraje Natural de Karts en Yesos

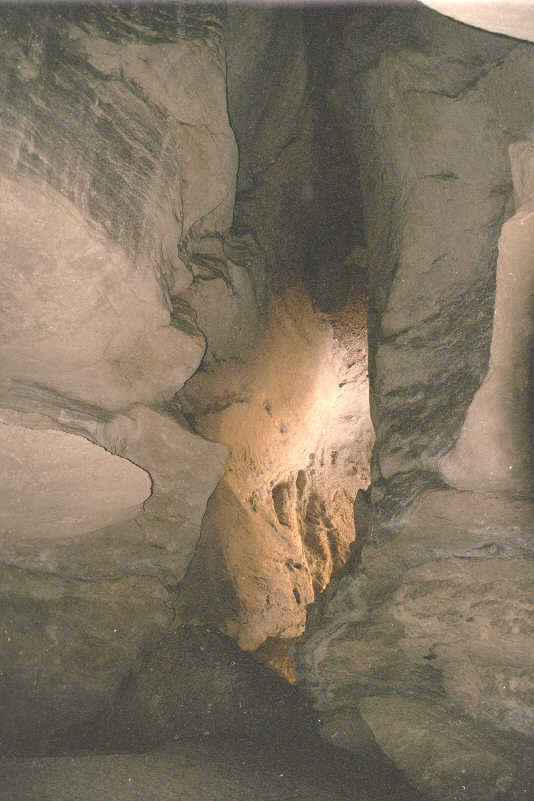
Karst en yesos de Sorbas

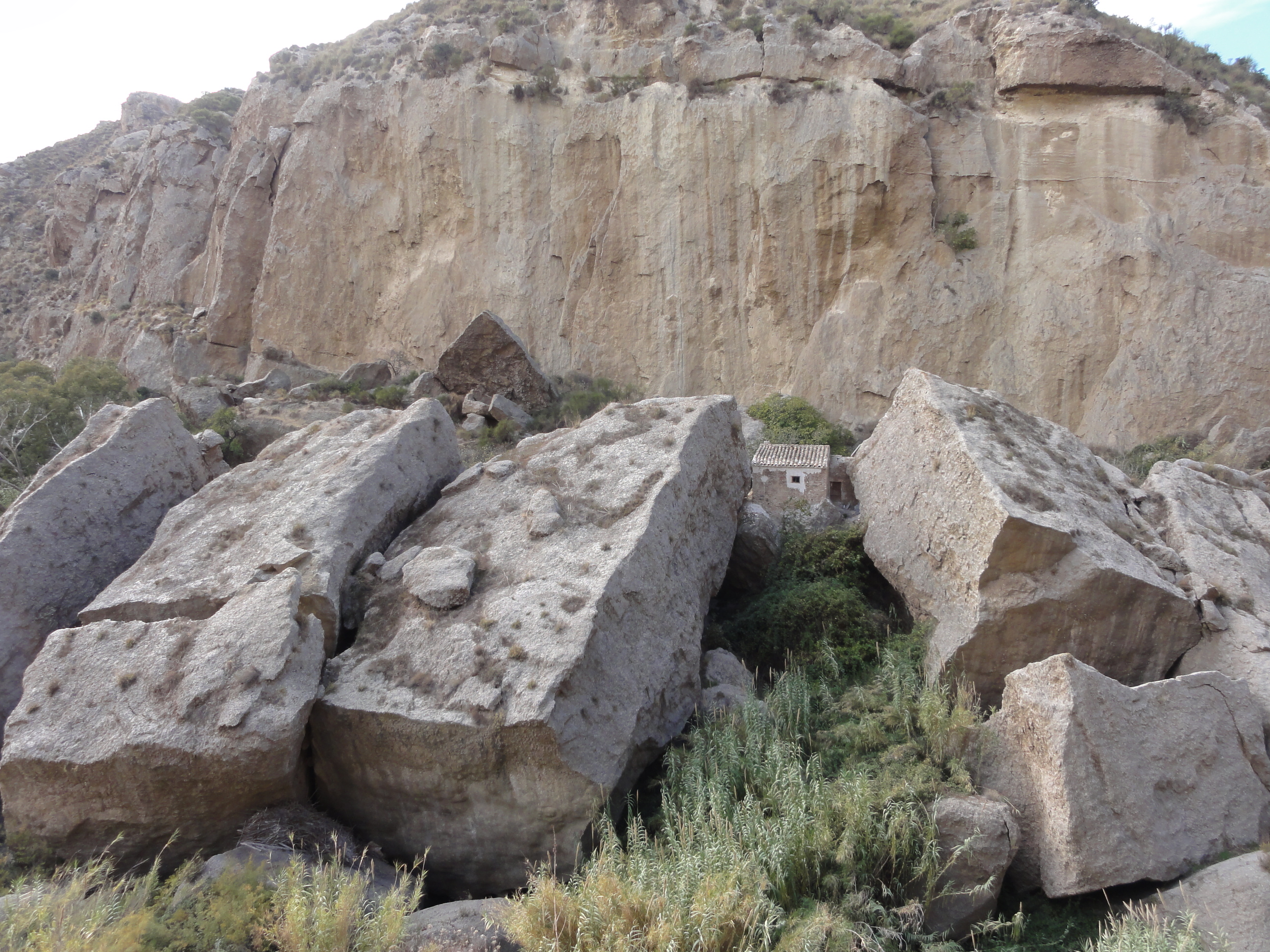
Yesos de Sorbas. Unidad geológica constituida por cristales de sulfato cálcico precipitados durante la crisis salina del Messiniense.

Se trata de una de las joyas geológicas del planeta. Este paraje natural lo conforman más de 1.000 cavidades interconectadas de gran valor espeleológico, con formaciones de estalactitas, estalagmitas, columnas y corales. Se puede visitar el Centro de Interpretación Los Yesares, el mirador de Urrá y el sendero de los Yesares.

### Sierra de Cabrera
La sierra de Cabrera está considerada Zona de Especial Conservación (ZEC). Destaca la influencia del clima marítimo como lentiscos, coscojares y acebuches además de la presencia de aves esteparias y rapaces así como interesantes formaciones geológicas.

## Historia
En el término municipal de Sorbas, se han encontrado varios asentamientos prehistóricos datados en el período Neolítico y de la Edad de los Metales. Sin embargo, los encontrados a principios del siglo XX dentro del núcleo urbano de Sorbas se han datado en la Edad del Bronce, alrededor del año 2000 a. C. Estos fueron hallados en el barrio El Calvario y se destacan una sepultura con esqueleto y varios objetos. El primer asentamiento importante que se conoce fue un Pueblo Íbero, que mantuvo relaciones comerciales con los fenicios de la zona.
Durante la época romana destaca la explotación del yeso de la zona, lapis specularis. Existen restos de antiguas calzadas romanas en el término municipal de Sorbas, a pocos kilómetros del núcleo urbano. Según escritos del siglo XI, el nombre "sorbas" puede proceder del árabe, significando "olla de arena", pudiendo tener relación con las vasijas neolíticas encontradas en la zona. 
En el año 1089, Sorbas (Surba) es citada por Abd Aallah como un castillo en disputa entre Al-Mutamid y Al-Mutarin de Almería. En el barrio de Las Alfarerías, aún vivo, pueden verse hornos árabes que continúan funcionando. 
Sorbas fue entregada a los Reyes Católicos en la campaña de junio de 1488 de la Guerra de Granada, tras la capitulación de Vera. a. Tras la Guerra de Granada los Reyes Católicos otorgaron mercedes, terrenos y señoríos jurisdiccionales en pago de los servicios prestados. En el caso de Diego López de Haro y Sotomayor, I marqués del Carpio, éste obtuvo el cargo de Repartidor de los terrenos de Vera (1490) y Mojácar, que eran de realengo, y el señorío jurisdiccional de Sorbas y Lubrín (1502). Posteriormente como consecuencia de la Guerra de las Alpujarras, los moriscos fueron expulsados, trasladándose a Castilla y el norte de África, realizándose el repartimiento de los terrenos de Sorbas y Lubrín por el gobernador Juan Descames en nombre del marqués del Carpio en 1577 y 1578.
En 1838 Carboneras se escindió de Sorbas y se constituyó como municipio. En el último tercio del siglo XIX Sorbas contaba con 5.098 habitantes. Sus canteras de yeso producían yeso blanco y encarnado. Como actividades económicas están además la alfarería y el comercio del esparto y la barilla.
En el segundo tercio del siglo XX se produce la emigración de la población a las ciudades industriales de Cataluña y Europa. 
En el periodo de 2010 a 2020 ha perdido un 16% de su población y casi un tercio de la misma el mayor de 60 años. En la actualidad las canteras de yeso de Placo Saint-Gobain en Sorbas son las más grandes de Europa y una de las mayores exportadoras del mundo, principalmente desde el Puerto de Garrucha.

## Geografía humana

### Organización territorial
Además de la cabecera municipal, Sorbas cuenta también con varias entidades de población según el nomenclátor publicado por el Instituto Nacional de Estadística: El Barranco de los Lobos, Cinta Blanca, La Cumbre, Los Alías, Los Andreses, Cariatiz, Los Monicos, Los Castaños, Los Mañas, Los Martínez, El Fonte, La Mela, El Pilar, El Puntal, Los Ramos, Los Risas, Los Alamillos, Gacía Alto, Gacía Bajo, Gafares, Gafarillos, Herradura, Los Loberos, La Rondeña, El Salto del Lobo, Albarracín, Garrido, Góchar, El Mayordomo, Moras, Quijiliana, La Tetica, Carrasco, La Herrería, La Huelga, Marchalico Viñicas, Los Perales, Campico, Huelí, Mizala, Los Molinos, Peñas Negras, El Tesoro, Urra y Varguicas.

### Demografía
Cuenta con una población de 2525 habitantes (INE 2024).
| Gráfica de evolución demográfica de Sorbas entre 1842 y 2021                                                          |
| |
| Población de derecho según los censos de población del INE. Población de hecho según los censos de población del INE. |

#### Población por núcleos
Desglose de población según el Padrón Continuo por Unidad Poblacional del INE.
| Núcleos                   | Habitantes (2014) | Varones | Mujeres |
| ------------------------- | ----------------- | ------- | ------- |
| Barranco de los Lobos, El | 26                | 17      | 9       |
| Cariatiz                  | 388               | 193     | 195     |
| Campico, El               | 120               | 69      | 51      |
| Fonte, El                 | 117               | 56      | 61      |
| Gafarillos                | 192               | 116     | 76      |
| Góchar                    | 133               | 68      | 65      |
| Huelga, La                | 136               | 70      | 66      |
| Sorbas                    | 1577              | 833     | 744     |

#### Pedanías
Sorbas cuenta con 32 núcleos de población, entre ellos:
- Barranco de los Lobos: 
  - Barranco de los Lobos: Pedanía a 5 km de Sorbas. Creada a partir de un caserío que fue repartido entre los hermanos de una familia. Cuenta con 26 habitantes. Destaca su "Plaza de los Tadeos" ajardinada y una pequeña ermita dedicada a San Judas Tadeo, ambas construida sobre la antigua era común; el "Mirador de Tía Carmen" en la calle principal, con muy buenas vistas del barranco; el "Horno del Barranco" realizado en 2001; o la Vieja Escuela. Existe una leyenda, narrada en el programa de radio Milenio 3 sobre un hombre lobo.
  - Cinta Blanca, La Cumbre.
- Cariatiz:
  - Los Andreses, Cariatiz, Los Castaños, Los Martínez, Los Andreses, Los Mañas. En total tiene 388 habitantes (2014). Las fiestas patronales se celebran del 29-31 de agosto. El día 31 se celebra la procesión de San Ramón, desde la Iglesia Parroquial de San Ramón, ubicada en Los Alías. El 1 de mayo se celebra la romería de San Gonzalo de Amaranto, donde la cultura y la tradición son una prioridad.
  - Los Alías: A 12 km de Sorbas. Se encuentra la Iglesia Parroquial de San Ramón Nonato y el Museo de Geología de la Cuenca de Sorbas. Destacan las playas fósiles y el arrecife fosilizado.
- De Fonte
  - El Fonte con 117 habitantes, La Mela 47 habitantes, Pilar, El Puntal, Los Ramos, Rincón del Marqués, Los Risas. Los Gafarillos:
- Gafarillos
  - Gafarillos. Pedanía a 16,7 km de Sorbas y a 59 km de la Capital de la Provincia Almería por la A-7. La economía de esta población se basa prácticamente en la agricultura de Secano: Olivo. Esta barriada de Sorbas destaca también por tener una almazara. Cuenta con 192 habitantes censados. Destaca su Iglesia Parroquial dedicada a San Lorenzo Mártir. Sus fiestas se celebran los días 9-10 de agosto, destaca la procesión de San Lorenzo el día 10 de agosto. Suele ir gente de Sorbas y de los municipios limítrofes: Carboneras, Níjar y Turre para disfrutar de sus fiestas.
  - Los Alamillos: Se encuentra a unos 24 km de su capital Sorbas y a 49 km de la capital de provincia Almería por la autovía del Mediterráneo. Esta pedanía de Sorbas destaca por ser una de las pocas en cuanto al cultivo de agricultura en invernadero. También predomina el cultivo de agricultura de Secano. Esta barriada cuenta con 33 habitantes censados y está muy próxima a la Venta del Pobre, Níjar (6 km).
  - García Alto, García Bajo, Gafares, Herradura, Los Loberos, La Rondeña, El Salto del Lobo.
- Gochar: 
  - Albarracín, Garrido, Gochar, El Mayordomo, Moras, Quijiliana, La Tejica.
- La Huelga:
  - Carrasco, Marchalico Viñicas, Los Perales.
  - La Huelga: A 18 km de Sorbas. Tiene 136 habitantes (2014). Destaca la Iglesia Parroquial de San Agustín, así como sus calles de trazado hispanomusulmán. Cerca de la Huelga se encuentra el merendero del pinar de "Los Murtales".
  - La Herrería: A 20 km de Sorbas, ubicada junto a la A-7. Celebra sus fiestas en honor a San Ignacio de Loyola el 31 de julio. Aquí se ubica uno de los túneles ferroviarios más largos de España, con sus más de 7,5km, concluido en 2011 para el AVE .[18]
- Campico:
  - Campico, Huelí, Mizala, Los Molinos, Peñas Negras, El Tesoro, Urra, Varguica.

### Comunicaciones
El término municipal está atravesado por la autovía del Mediterráneo A-7 entre los pK. 497 y 513, así como por las carreteras N-340a, alternativa convencional a la autovía que une Almería con Murcia por Tabernas, AL-1101, que se dirige hacia Lubrín, y AL-4101, que conecta con Uleila del Campo.

### Economía
El sector minero es de especial importancia en Sorbas ya que las canteras de yeso de Placo Saint Gobain son las más grandes de Europa. El yeso se exporta a granel por los puertos de Garrucha, Carboneras y Almería. En cuanto a la agricultura, sobre todo son cultivos de secano como olivar y almendros. En El Puntal se encuentra Los Filabres Sociedad Cooperativa Andaluza (SCA), que agrupa a ganaderos de caprino de toda la provincia, posee en el vecino pueblo de Lubrín un matadero de cabritos.
También existe de una industria conservera y de encurtidos y el sector de la alfarería tradicional de Sorbas.
En cuanto al turismo, el Karst en Yesos de Sorbas y su centro de visitantes es un importante recurso turístico.

#### Evolución de la deuda viva municipal
| Gráfica de evolución de Deuda viva del Ayuntamiento de Sorbas entre 2008 y 2019                                |
| |
| Deuda viva del Ayuntamiento de Sorbas en miles de Euros según datos del Ministerio de Hacienda y Ad. Públicas. |

## Política
Los resultados en Sorbas de las últimas elecciones municipales, celebradas en mayo de 2023, son:
| Elecciones Municipales - Sorbas (2023) | Elecciones Municipales - Sorbas (2023)   | Elecciones Municipales - Sorbas (2023) | Elecciones Municipales - Sorbas (2023) | Elecciones Municipales - Sorbas (2023) |
| Partido político                       | Partido político                         | Votos                                  | %Válidos                               | Concejales                             |
| -------------------------------------- | ---------------------------------------- | -------------------------------------- | -------------------------------------- | -------------------------------------- |
|                                        | Partido Popular (PP)                     | 687                                    | 53,58%                                 | 6                                      |
|                                        | Partido Socialista Obrero Español (PSOE) | 581                                    | 45,31%                                 | 5                                      |

### Alcaldes
| Periodo   | Nombre                          | Partido |
| --------- | ------------------------------- | ------- |
| 1979-1983 | Francisco Pérez Ramos           | UCD     |
| 1983-1987 | Antonio Joaquín Mañas Mañas     | PSOE    |
| 1987-1991 | Pedro García Pedreño            | PSOE    |
| 1991-1995 | Joaquín Romera Contreras        | PSOE    |
| 1995-1999 | Joaquín Romera Contreras        | PSOE    |
| 1999-2003 | José Fernández Amador           | PP      |
| 2003-2007 | José Fernández Amador           | PP      |
| 2007-2011 | José Fernández Amador           | PP      |
| 2011-2015 | José Fernández Amador           | PP      |
| 2015-2019 | José Fernández Amador           | PP      |
| 2019-2023 | José Fernández Amador           | PP      |
| 2023-act. | Juan Francisco González Carmona | PP      |

## Servicios públicos

### Sanidad
Cuenta con un centro de salud en Sorbas, además de consultorios médicos en los Alías, Gafarillos, La Huelga y la Mela.

### Educación
Cuenta con el Centro de Educación Infantil San Roquillo, el CEIP Padre González Ros, Colegio Público Rural Lusor (en las barriadas de Cariatiz y Gafarillos) y el IES Río Aguas.

### Cuerpos y Fuerzas de Seguridad del Estado
Cuenta con el puesto de la Guardia Civil de Sorbas.

## Cultura

### Bienes de Interés Cultural

#### Iglesia Parroquial de Santa María

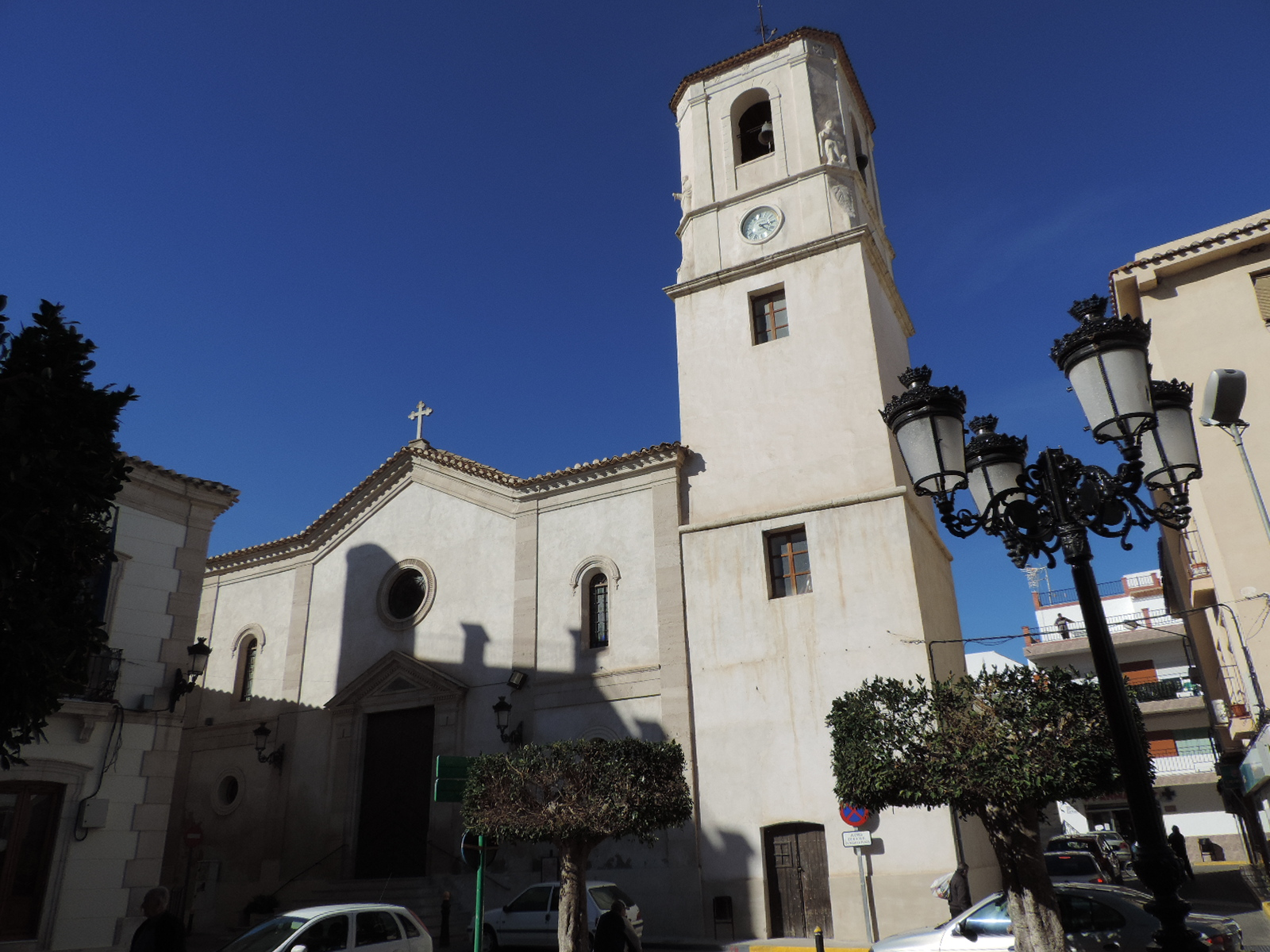
Iglesia Parroquial de Santa María. Fachada principal y torre-campanario.

La iglesia, construida en 1592 en el lugar que ocupó la antigua mezquita, presenta planta de cruz latina inscrita en un rectángulo. En su interior posee tres naves de estilo mudéjar (siglo XVI) separadas por pilares, sobre los que descansan arcos de medio punto. La nave principal, más ancha y elevada que las laterales, presenta una armadura mudéjar con tirantes pareados, cuya decoración se limita solo a los canecillos sobre los que se apoya.
La cabecera barroca (siglo XVIII) fue diseñada por el arquitecto almeriense Francisco Ruiz Garrido entre 1765-1768, debido a la necesidad de ampliar el templo. Presenta una decoración de complejas cornisas. Sobre el crucero se eleva una cúpula de media naranja sobre pechinas, decorada por gallones que convergen en una decorada clave. Ésta presenta 4 vanos de iluminación. Al exterior se presenta como un cimborrio octogonal, con tejado a 8 aguas. El Altar Mayor estuvo decorado por un majestuoso retablo barroco-rococó (1771) del maestro Francisco Gonzálvez. Hoy día se está realizando una copia exacta, basándose en los planos originales del siglo XVIII.
La fachada principal (siglo XIX), realizada a expensas del sorbeño Antonio Martínez Romera, canónigo de la Catedral de Almería, fue construida en 1893 en estilo neoclásico. Se conforma de tres calles. En la central se encuentra el rosetón y la portada principal, que se articula mediante un vano rectangular entre pilastras; sobre éstas aparece un frontón resaltado y decorado con unas molduras rectangulares, a modo de dentellones. En las calles laterales destacan las ventanas asaetadas en la parte superior, recordando la arquitectura neogótica; y los ojos de buey en la parte inferior.
La torre (siglo XIX) presenta una decoración neobarroca, destacanto los cuatro vanos para las campanas, el reloj y los cuatro santos que flanquean las esquinas: San Pedro, San Pablo, San Roque y San José.
El templo es un compendio de los diferentes estilos arquitectónicos que se desarrollan en la provincia de Almería: Mudéjar, Barroco e Historicismo. Las sucesivas intervenciones efectuadas en el inmueble, han creado un conjunto muy peculiar, con una composición cuyo interés se centra, principalmente, en la concepción espacial y en ciertas soluciones ornamentales.

### Otros monumentos

#### Ayuntamiento de Sorbas y Cámara Agraria

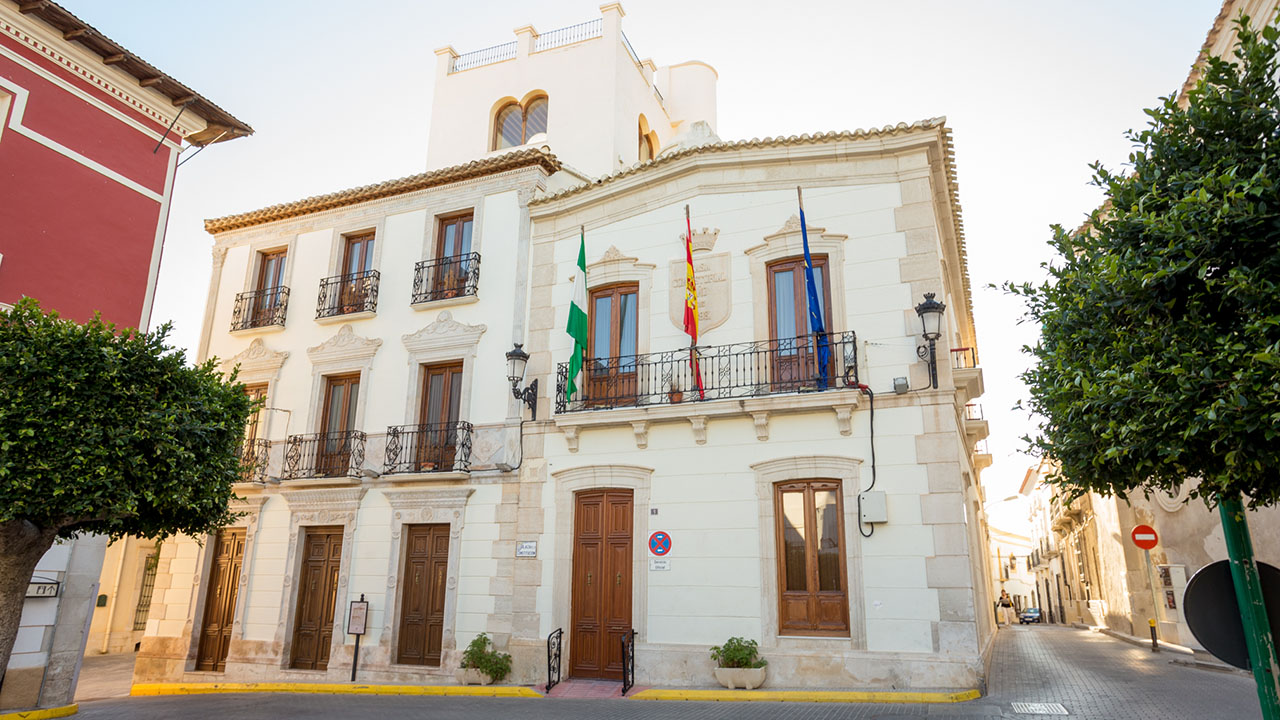
Ayuntamiento de Sorbas. Formado por el edificio de la Casa Consistorial a la derecha y edificio señorial conocido como "Cámara Agraria", a la izquierda

El edificio del actual Ayuntamiento, está compuesto por dos edificios. El edificio de la Casa Consistorial, construido en 1893, tal y como reza en la fachada; y el anejo edificio señorial conocido como Casa de la Cámara Agraria, ambos de estilo ecléctico (siglo XIX). El primero se trata de un edificio de dos plantas, con un balcón corrido en su fachada principal y distintos vanos ordenados decorados con molduras a lo largo de su fachada lateral. Sin embargo, el edificio de la Cámara Agraria consta de tres fachadas en forma de “L” y tres pisos de altura. El primer piso es tratado con paramento de sillería, ventanas adinteladas con molduras, cornisa resaltada y pilastras con entablamento. Los pisos superiores se recorren con pilastras de orden gigante, de fuste acanalado sobre el que se apoya el entablamento de remate. En el segundo piso, encontramos balcones adintelados con frontones decorados con palmetas, líneas curvas y otras molduras en ángulo sobre ménsulas y penacho decorativo. El tercer piso posee vanos rectangulares con molduración sencilla.
La cubierta es de teja inclinada con alero sustentado en canecillos, se eleva un volumen prismático a modo de torreón oradado por grandes ventanas que dan luz al interior.

#### Casa del Duque de Alba o Casa del Marqués del Carpio

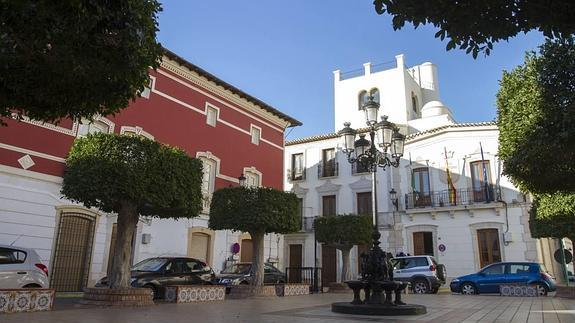
Palacio de los Duques de Alba, a la izquierda (edificio rojo). Al fondo, la Casa Consistorial.

Se trata de un Palacio ubicado junto a la Iglesia y el Ayuntamiento, en la Plaza de la Constitución, y construido en estilo Neoclásico (siglo XVIII). Pertenecía a los Duques de Alba, Señores de Sorbas y Lubrín. El edificio, de tres plantas, destaca por su monumentalidad. En el piso inferior encontramos la puerta principal y distintos vanos, hoy día pertenecientes a locales comerciales. En la parte superior encontramos la imponente fachada de color rojo, ordenada en 6 balcones en el piso intermedio y 6 ventanas en el superior, con decoración austera. El conjunto se remata por un alero de madera. En su interior destaca el patio central.

#### Otros Edificios Religiosos

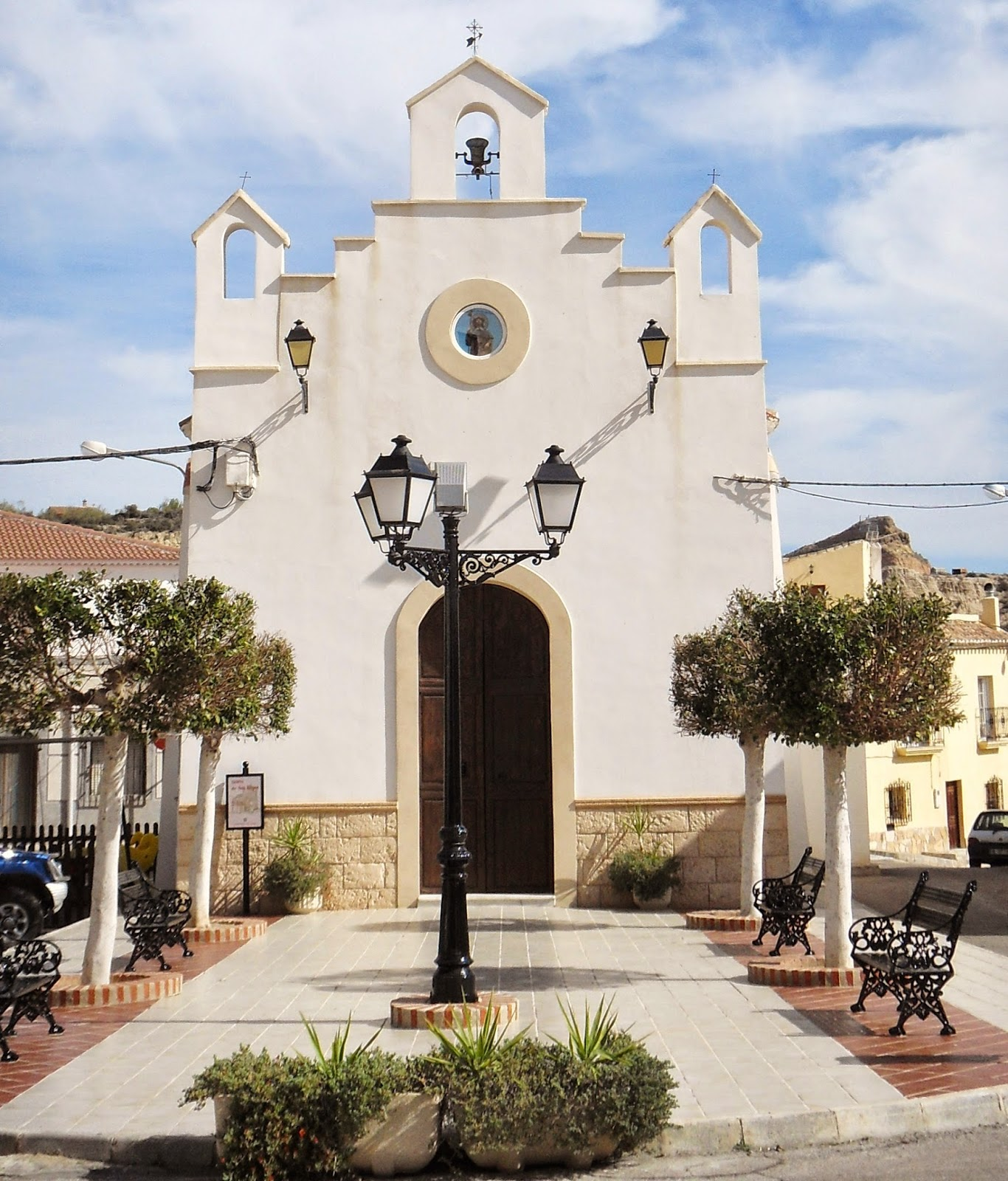
Ermita de San Roque, donde se venera la imagen de "San Roquillo"

Señalar la ermita de San Roque, de pequeñas dimensiones situada en el Barrio de las Alfarerías. Su construcción data de los siglos XVIII-XIX. Se trata de un templo de una sola nave, cubierta por una armadura con tirantes. El estilo empleado es muy sencillo, sin apenas decoración. Al exterior, la fachada presenta un arco de medio punto como entrada principal y sobre él, un pequeño rosetón. Destaca la gran espadaña que remata la fachada. En el interior se encuentra la imagen de San Roque, conocido como "San Roquillo", por ser de menores dimensiones que la imagen del Patrón de Sorbas, San Roque, que se encuentra en la Iglesia de Santa María. La imagen de San Roquillo se ubica en el Altar Mayor de la ermita, que se decora con un pequeño y sencillo retablo neogótico. 

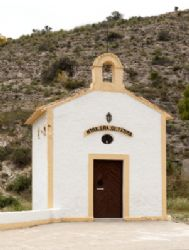
Ermita de la Virgen de Fátima, en la N-340.

Además, bajo el Afa se encuentra la pequeña ermita de Fátima. Se trata de un edificio muy sencillo, de pequeñas dimensiones, donde se venera la Virgen de Fátima. Destaca la pequeña espadaña que alberga una campana. Cada 13 de mayo, se celebra una misa y una procesión con la imagen de la Virgen por las calles del Barrio de las Alfarerías.

#### Horno Árabe

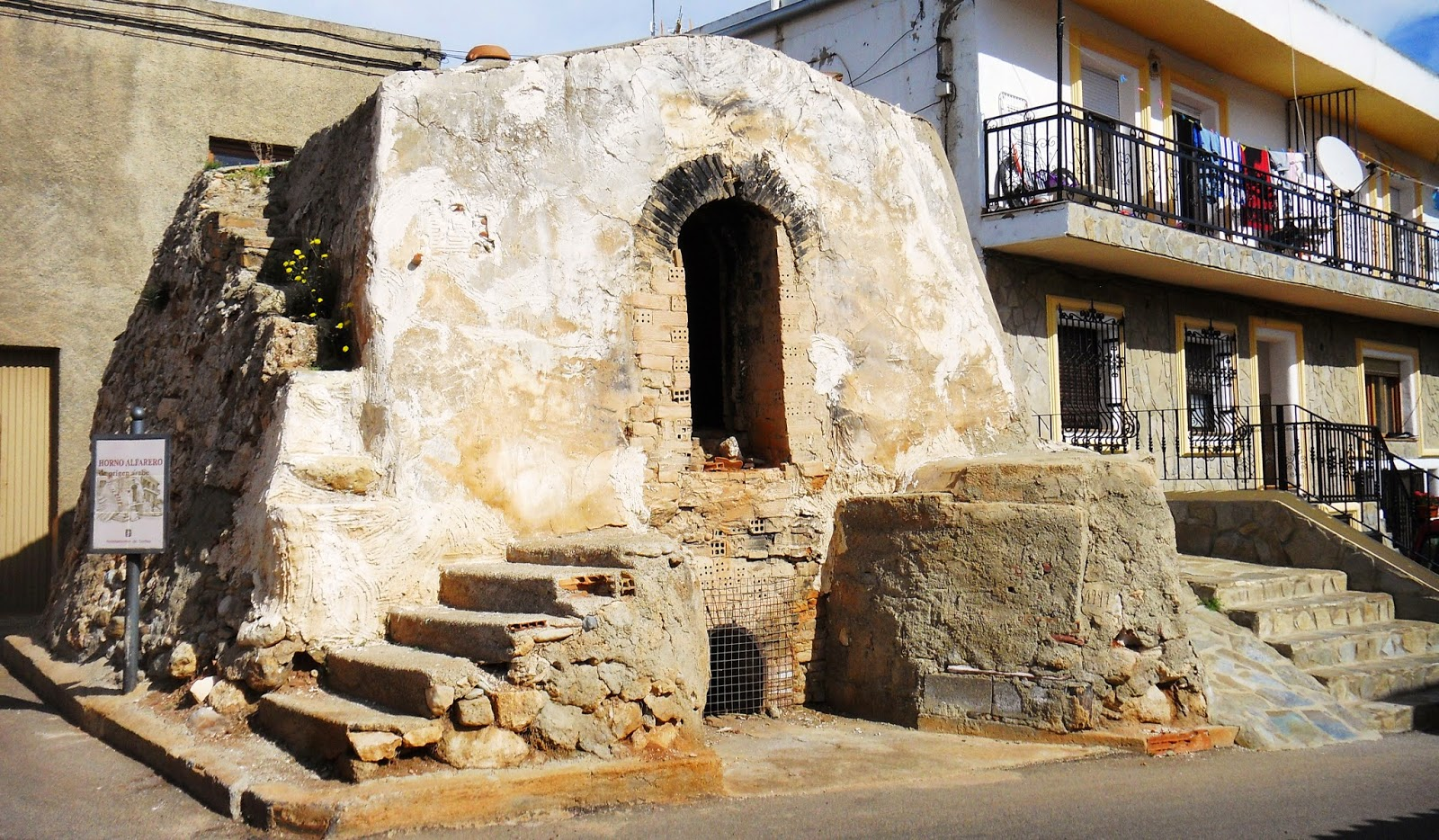
Horno de origen árabe. Actualmente sigue funcionando

Se trata del único horno árabe que se conserva, aunque se supone que habría más de una treintena, debido a la cantidad de familias dedicadas a la alfarería. Se trata de una construcción dividida en dos niveles, uno inferior donde arde la leña, y otro superior, conectados entre sí por pequeños orificios en el suelo. En este se colocan las piezas de cerámica. La temperatura se regula tapando o abriendo las distintas "chimeneas" del techo. En la actualidad, el horno sigue activo, cumpliendo su función primitiva: la cocción de las distintas piezas de barro que realizan las familias de alfareros de Sorbas.

#### Plazas y Miradores
Sorbas ofrece otros lugares de interés como pueden ser los distintos miradores desde donde se pueden observar las conocidas como "casas colgantes" y el Afa, nombre que recibe el precipicio sobre el que se asienta el pueblo. Las Vistas del Afa de noche, con la iluminación ornamental, un paseo por su callejero de trazado tortuoso, sus diferentes miradores y plazas, son algunos de los atractivos del pueblo.

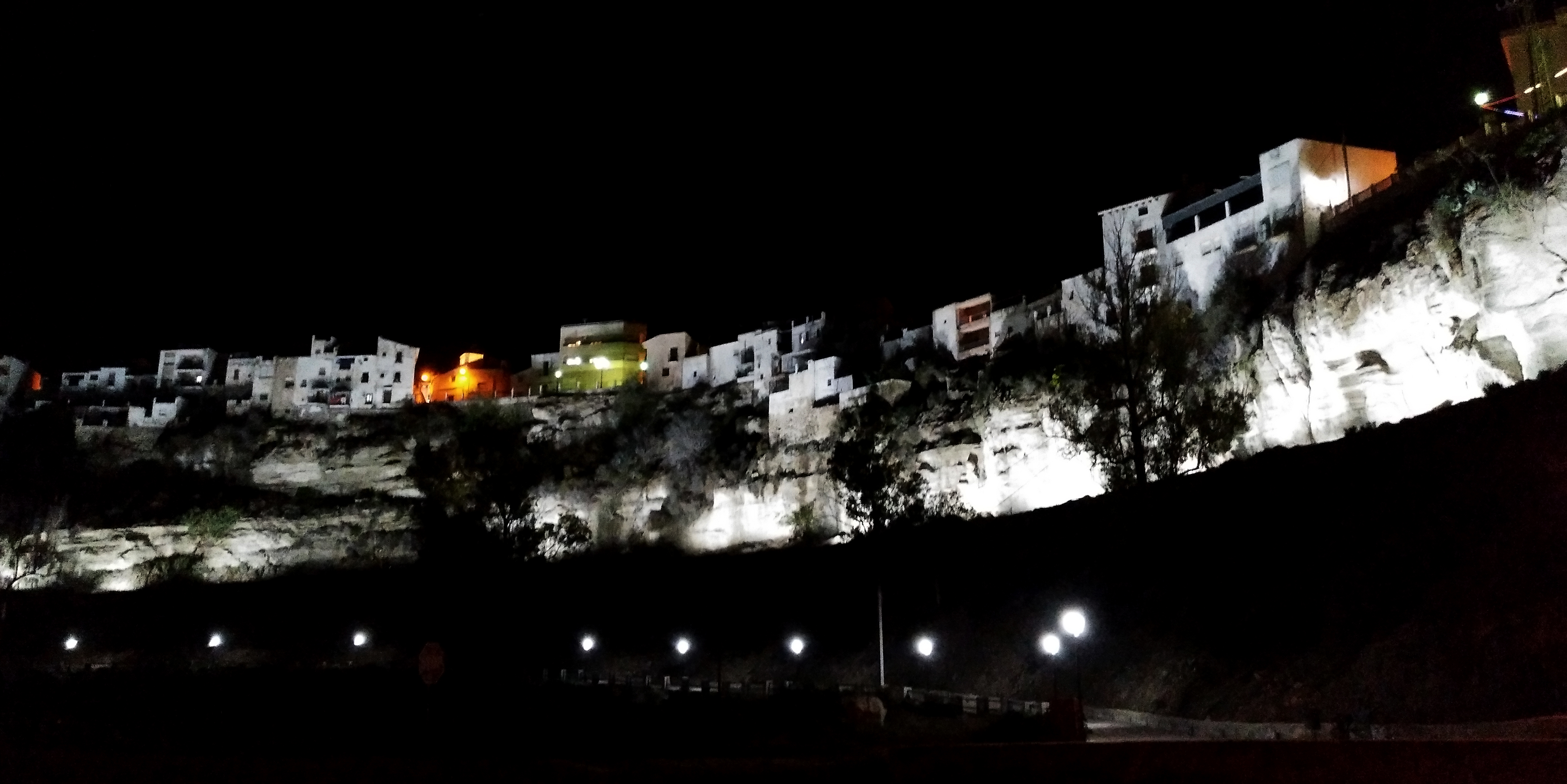
Vista del "Afa", con iluminación ornamental

Algunas plazas son las de la Constitución, de las Alfarerías, del Castillo, del Porche, de Joaquín de Haro, de la Torreta y el mirador de Santa Cecilia desde donde se puede ver la rambla del Cucaor. Además señalar el paseo de las Casas Colgantes-Las Cruces, para disfrutar del Afa.

## Cultura

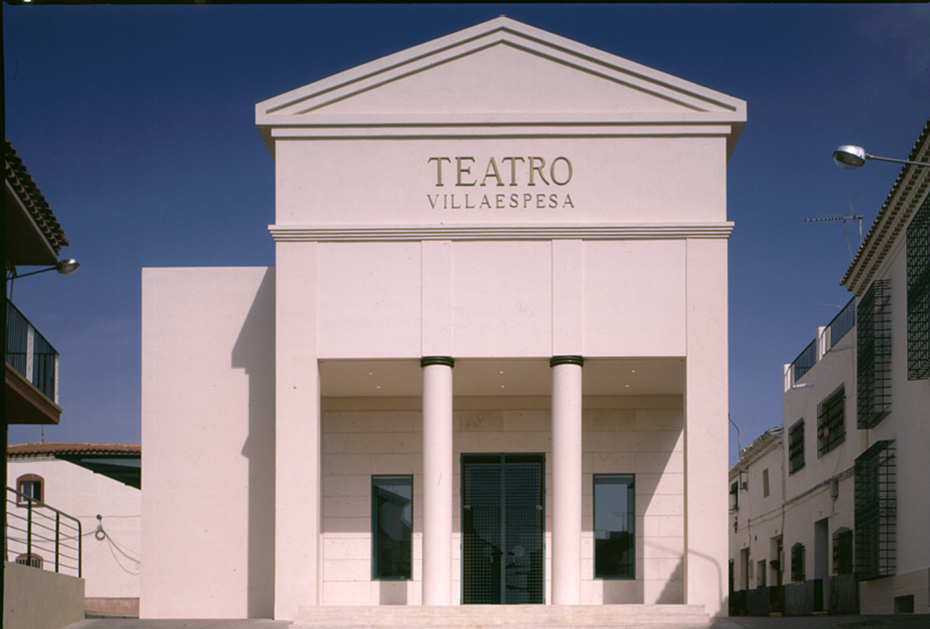
Teatro Villaespesa de Sorbas, junto a la Plaza de la Torreta

Señalar el Auditorio Municipal al aire libre  Es la sede de Sede de Banda de Música Santa Cecilia.  

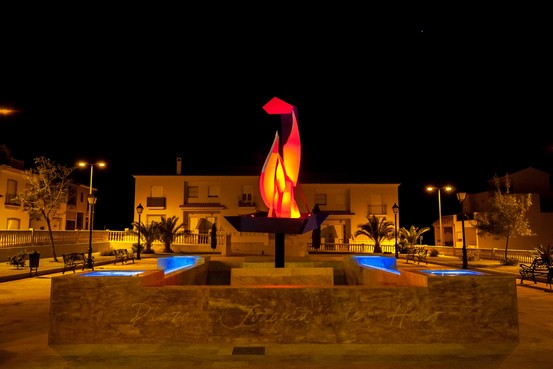
Monumento a Joaquín de Haro (2015), en la plaza que lleva su nombre.

### Alfarería
Señalar la importancia de la alfarería de Sorbas, ya que se conservan alfares, pilones, balsas y dos hornos de origen hispanomusulmán que siguen manteniendo su uso. Las tierras empleadas en la fabricación de cerámica se extraen de la zona: la arcilla blanca proviene de la Cañada Siscar y la rubial o roja de La Mojonera. Algunas piezas de la alfarería de Sorbas se encuentran en el Museo de Artes y Costumbres Populares de Sevilla. En la memoria del pueblo aún resuenan los apellidos de las grandes familias alfareras, como la de los Mañas (cuyo rastro en los archivos eclesiásticos puede seguirse hasta el año 1600); la de origen granadino (Cúllar)de los García Alpáñez, los García Lario y los García Muñoz, emparentados con los Simón; la de los Ayala, oriundos de Totana (Murcia), otro gran foco alfarero; la de los Fenoy, que vinieron de Tabernas a principios del siglo XX; la de los Madriles, descendientes de Sebastián Requena, documentados en el Catastro de Ensenada de 1728, y a su vez emparentados con los Requena Cayuela. A su labor se asociarían pintores sorbeños como Pedro Soler y Miguel Capel, con atrevidas decoraciones de las piezas.

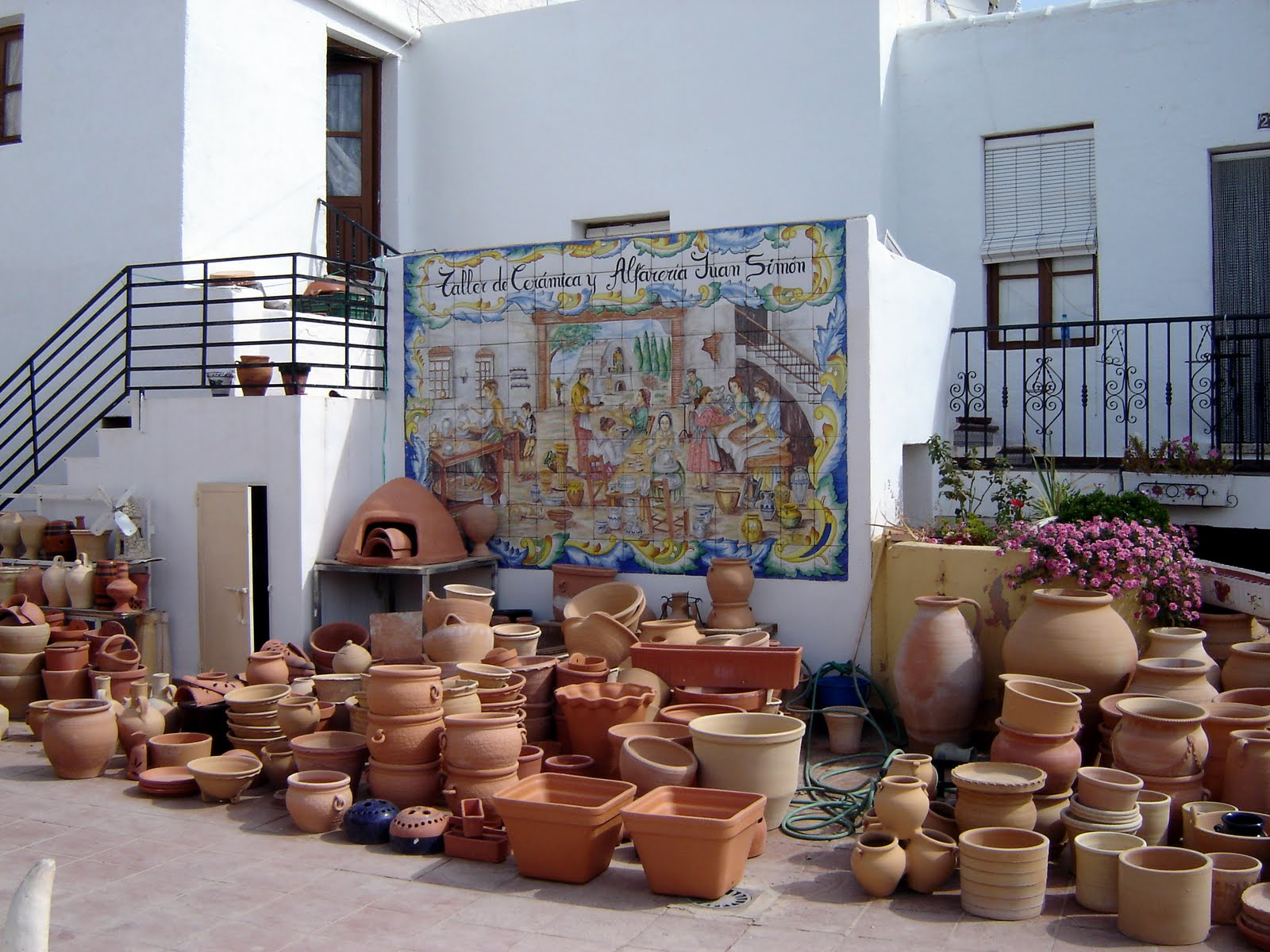
Alfarería Juan Simón. Vasijas, tiestos y otros elementos típicos de la alfarería sorbeña.

### Semana Santa de Sorbas

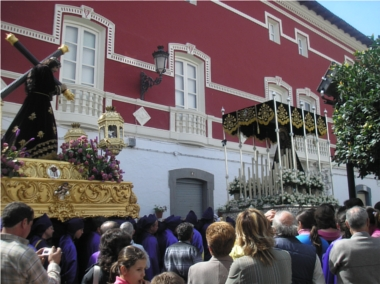
Encuentro del Viernes Santo. Procesión del Viernes Santo por la mañana.

La Semana Santa es, junto a las Fiestas Patronales, la celebración cultural más importante de la localidad. En Sorbas existen cinco Cofradías (Nazareno, Macarena, Ntra. Sra. de las Angustias, San Juan y Los Dolores) las cuales poseen imágenes de gran calidad artística. Los desfiles se desarrollan desde el Viernes de Dolores hasta el Domingo de Resurrección, momento en el que se produce la curiosa "carrerilla de San Juan". Se trata de desfiles muy singulares, que reúnen a los vecinos del pueblo en torno a sus imágenes y cofradías.

### Fiestas Populares

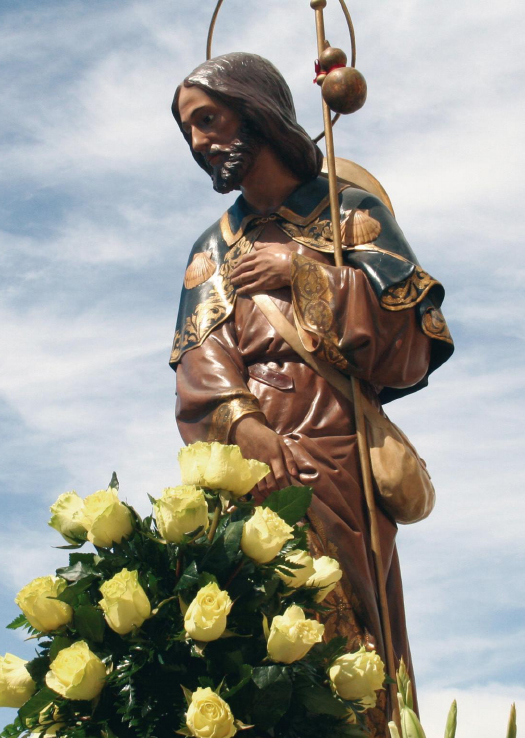
Imagen de San Roque (1939), patrono de Sorbas.

- La Feria o Fiestas Patronales se celebra en honor a San Roque (16 de agosto). Durante 5 días el pueblo pregona sus fiestas, elige a sus reinas y damas y disfrutan de la verbena en la Plaza de la Constitución. El día 16 de agosto, se celebra la procesión del patrón por las calles del pueblo, donde miles de roscas de pan son lanzadas a los cientos de personas que se reúnen ese día. Al día siguiente, se celebra la procesión de "San Roquillo ", imagen que sale desde su ermita en el Barrio de las Alfarerías. Además de otros cientos de roscos que se lanzan, los protagonistas en este caso son los cohetes. Cientos de docenas de cohetes son lanzados por los vecinos como promesas al santo.

### Bandas de Música

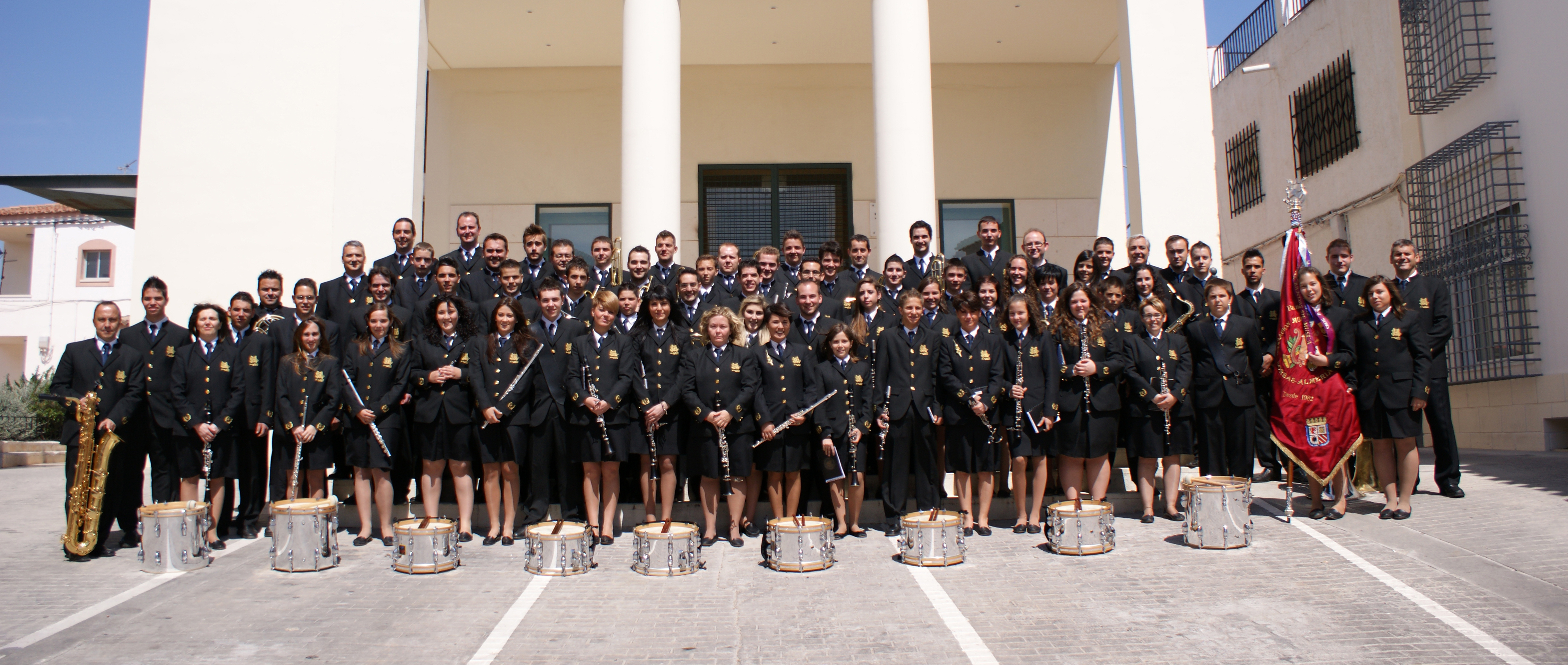
Banda de Música Santa Cecilia de Sorbas, en la escalinata del Teatro Villaespesa de Sorbas

En cuanto a la música, Sorbas tiene una gran tradición musical:
- Banda de Música Santa Cecilia de Sorbas: tiene sus orígenes en el siglo XIX, refundada en 1982, por un grupo de antiguos músicos. Hoy día está compuesta por unos ochenta músicos aproximadamente y es considerada una de las mejores de la provincia, actuando en la Semana Santa de Málaga, Jerez o Almería, además de realizar varios conciertos de Marchas Procesionales en Sevilla, dos de ellos en la Basílica de la Macarena. También ha participado en diversos Certámenes Internacionales de Bandas de Música, como el de Aranda de Duero (en 2011) o el de Valencia (en 2016). Cuenta con varias grabaciones discográficas, dos propias realizadas en los estudios Alta frecuencia de Sevilla y editados por la discográfica Pasarela
- Banda de Cornetas y Tambores Sagrado Corazón de Jesús: fue fundada en 2006.
- Cuadrilla del Maestro Gálvez: ha recuperado un amplio repertorio de folclore de toda la comarca. Aunque tiene su sede en Sorbas está formada por miembros de numerosos pueblos de la comarca.
- Otros grupos musicales: Coro Municipal, charangas de Los Chorreones y Los Juaraguinos.